# Viré-clessé
Le viré-clessé est un vin blanc d'appellation d'origine contrôlée produit sur les communes de Clessé, Montbellet et Viré appartenant au canton de Lugny et de Laizé (canton de Mâcon-Nord), en Saône-et-Loire.
Il s'agit de la dernière-née (en 1999) des appellations communales du vignoble du Mâconnais, les autres étant le pouilly-fuissé, le pouilly-vinzelles, le pouilly-loché et le saint-véran.
Le seul cépage autorisé est le chardonnay. Une originalité (du moins en Bourgogne) est qu'une partie de la production est en demi-sec (avec deux mentions complémentaires autorisées : le « viré-clessé demi-sec » et le « viré-clessé levrouté »).

## Histoire
L'auteur Émile Violet mentionne dans ses écrits sur le folklore la production à Clessé de quelques vins à partir de vendanges « levroûtées » (expression locale décrivant les raisins atteints par la pourriture noble, ressemblant à la fourrure d'un lièvre), davantage sucrés.
Lorsque furent créer les appellations communales pouilly-fuissé, pouilly-loché et pouilly-vinzelles, les viticulteurs de Viré et de Clessé restèrent dans l'appellation régionale mâcon reconnue par décret en 1937. Les techniques en viticulture et œnologie ont bien évolué depuis les années 1960-1970 : l'enjambeur remplace le cheval ; vendange en vert, table de triage, cuve en inox, pressoir électrique puis pneumatique, etc. Le chardonnay est massivement planté, passant de 70 % de l'encépagement en 1970 à quasi 100 % vingt ans plus tard. Il faut attendre le 26 février 1999 pour que ce vin accède au statut d'AOC communale.
Avec la canicule d'août 2003, les vendanges débutèrent pour certains domaines cette année-là à la mi-août, soit avec un mois d'avance, des vendanges très précoces qui ne s'étaient pas vues depuis 1422 et 1865 d'après les archives. Le cahier des charges de l'appellation a été modifié en décembre 2011, puis en mai 2018.

## Vignoble
L'aire d'appellation est située en Saône-et-Loire, dans le vignoble du Mâconnais à côté de Mâcon. Elle est à cheval sur les cantons de Lugny et de Mâcon-Nord, sur le territoire des communes de Clessé, Laizé, Montbellet et Viré.
Selon le service des Douanes, la superficie revendiquée en 2023 sous l'appellation est de 444 hectares, dont 55,5 ha produisant du demi-sec. En 2008, la superficie en production était de 390,57 ha.

### Lieux-dits
Le nom de l'appellation peut être suivi du nom d'un climat, à condition qu'il s'agisse du nom d'un lieu-dit cadastré, sous réserve du respect de certaines contraintes un peu plus exigeantes du cahier des charges : richesse en sucre des raisins, titre alcoométrique minimum, rendements moyen et butoir, élevage et date de mise sur le marché. Il y a notamment :
- sur Viré : le Creuseromme, le Chapitre, Chazelle, Roally et l'Épinet ;
- sur Clessé : Breillonde, Quintaine, le Chêne et la Troupe.

### Géologie et orographie
Les vignobles sont sur un sol à dominante calcaire que l'on retrouve sur le coteau à une exposition est, le plus souvent, et ponctuellement ouest. On trouve des argiles limono-sableuses en sommet de coteau. L'altitude se situe entre 200 et 440 mètres.

### Climatologie
Le climat du Mâconnais est tempéré de type océanique, avec de légères tendances continentale (un peu plus sec, avec des hivers un peu plus froids) et sub-méditerranéenne (bon ensoleillement et été plus chaud). En raison de l'actuel changement climatique, les vendanges sont souvent plus précoces de quelques jours (le débourrement, la floraison et la véraison de la vigne se faisant plus tôt).
Pour la station météorologique de Charnay-lès-Mâcon (à 219 mètres d'altitude, en bordure de l'aérodrome : 46° 17′ 40″ N, 4° 47′ 40″ E), les valeurs climatiques sont :
| Mois                              | jan. | fév. | mars  | avril | mai   | juin  | jui.  | août  | sep.  | oct.  | nov. | déc. | année   |
| --------------------------------- | ---- | ---- | ----- | ----- | ----- | ----- | ----- | ----- | ----- | ----- | ---- | ---- | ------- |
| Température minimale moyenne (°C) | 0,7  | 1    | 3,8   | 6,5   | 10,5  | 14,1  | 15,9  | 15,4  | 11,7  | 8,6   | 4,2  | 1,5  | 7,8     |
| Température moyenne (°C)          | 3,5  | 4,6  | 8,5   | 11,7  | 15,7  | 19,5  | 21,5  | 21,1  | 17    | 12,7  | 7,4  | 4,1  | 12,3    |
| Température maximale moyenne (°C) | 6,3  | 8,3  | 13,2  | 16,8  | 20,8  | 24,8  | 27,1  | 26,9  | 22,3  | 16,9  | 10,5 | 6,7  | 16,7    |
| Ensoleillement (h)                | 61,6 | 96   | 163,7 | 191,7 | 216,5 | 249,1 | 274,9 | 251,1 | 194,8 | 120,3 | 71,3 | 52,1 | 1 943,1 |
| Précipitations (mm)               | 58,1 | 48,9 | 49,1  | 65,5  | 75,7  | 69,8  | 72,2  | 72,6  | 71,1  | 91,1  | 92,8 | 66,7 | 833,7   |

| Diagramme climatique                                  |          |             |             |              |              |              |              |              |             |             |            |
| J                                                     | F        | M           | A           | M            | J            | J            | A            | S            | O           | N           | D          |
| 6,30,758,1                                            | 8,3148,9 | 13,23,849,1 | 16,86,565,5 | 20,810,575,7 | 24,814,169,8 | 27,115,972,2 | 26,915,472,6 | 22,311,771,1 | 16,98,691,1 | 10,54,292,8 | 6,71,566,7 |
| Moyennes : • Temp. maxi et mini °C • Précipitation mm |          |             |             |              |              |              |              |              |             |             |            |

### Encépagement
Le chardonnay B est le seul cépage autorisé pour produire cette AOC.
Ses grappes sont relativement petites, cylindriques, moins denses que celles du pinot noir N, constituées de grains irréguliers, assez petits, de couleur jaune doré. De maturation de première époque comme le pinot noir N, il s'accommode mieux d'une humidité de fin de saison avec une meilleure résistance à la pourriture s'il n'est pas en situation de forte vigueur. Il est sensible à l'oïdium et à la flavescence dorée. Il débourre un peu avant le pinot noir N, ce qui le rend également sensible aux gelées printanières. Les teneurs en sucre des baies peuvent atteindre des niveaux élevés tout en conservant une acidité importante, ce qui permet d'obtenir des vins particulièrement bien équilibrés, puissants et amples, avec beaucoup de gras et de volume.

### Méthodes culturales

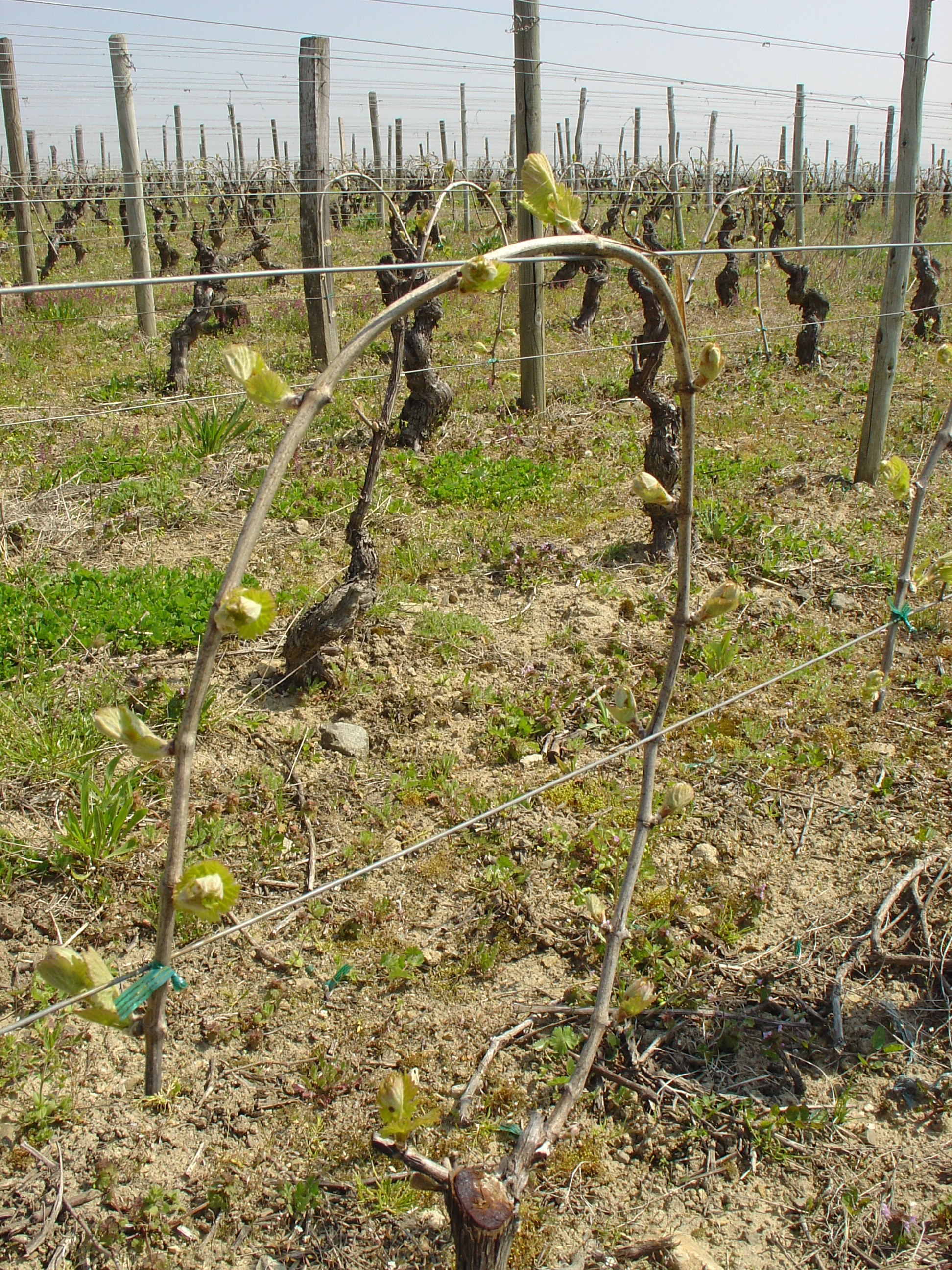
Taille à queue du Mâconnais.

Le travail manuel commence par la taille, dite « taille à queue du Mâconnais » caractéristique du Mâconnais : c'est une dérivation de la taille en guyot. Cette taille en « arcure » permet de lutter contre le phénomène d'acrotonie, typique du cépage chardonnay, elle permet aussi de préserver la vigne contre le gel de printemps. Les tailles en « cordon de Royat » et « guyot simple » sont autorisées. Le tirage des sarments suit la taille. Les sarments sont enlevés et peuvent être brûlés ou mis au milieu du rang pour être broyés. On passe ensuite aux réparations. Puis vient le pliage des baguettes. Éventuellement, après le pliage des baguettes, une plantation de nouvelles greffes est réalisée. L'ébourgeonnage peut débuter dès que la vigne a commencé à pousser. Cette méthode permet, en partie, de réguler les rendements. Le relevage est pratiqué lorsque la vigne commence à avoir bien poussé. En général, deux à trois relevages sont pratiqués. La vendange en vert est pratiquée de plus en plus dans cette appellation. Cette opération est faite dans le but de réguler les rendements et surtout d'augmenter la qualité des raisins restants. Pour finir, avec le travail manuel à la vigne, se réalise l'étape importante des vendanges.
L'enjambeur est d'une aide précieuse. Les différents travaux mécaniques se composent du broyage des sarments, réalisé lorsque les sarments sont tirés et mis au milieu du rang. De trou fait à la tarière, là où les pieds de vignes sont manquants, en vue de planter des greffes au printemps. De labourage ou griffage, réalisé dans le but d'aérer les sols et de supprimer des mauvaises herbes. De désherbage fait chimiquement pour tuer les mauvaises herbes. De plusieurs traitements des vignes, réalisés dans le but de les protéger contre certaines maladies cryptogamiques (mildiou, oïdium, pourriture grise, etc.) et certains insectes (eudémis et cochylis). De plusieurs rognages consistant à reciper ou couper les branches de vignes (rameaux) qui dépassent du système de palissage. Des vendanges mécaniques se réalisant avec une machine à vendanger ou une tête de récolte montée sur un enjambeur.

### Rendements
Les rendements sont limités par le cahier des charges de l'appellation à un maximum de 64 hectolitres par hectare pour le viré-clessé, à 62 quand se rajoute le nom d'un climat et 48 hl/ha dans le cas du viré-clessé levrouté. Chaque année, ces rendements maximum peuvent être modifiés à la hausse ou à la baisse par un arrêté du ministère de l'Agriculture, dans la limite des rendements butoirs de l'appellation, fixés à 70, 68 et 52 hl/ha.
Les données de production des années récentes, telles que publiées par les Douanes, sont (pour l'ensemble de l'appellation, y compris les climats et demi-sec et le levrouté) :
| Année | Superficie (ha) | Production (hl) | Rendement (hl/ha) |
| ----- | --------------- | --------------- | ----------------- |
| 2020  | 408             | 25 699          | 62                |
| 2021  | 436             | 17 377          | 39                |
| 2022  | 436             | 26 608          | 61                |
| 2023  | 444             | 30 633          | 68                |
| 2024  | 448             | 23 819          | 53                |

Pour les mentions complémentaires (compris dans le tableau ci-dessus), les séries de données sont incomplètes. Pour les viré-clessé avec une dénomination de climat, ont été déclarés 25,7 ha en 2020 ; 39 en 2021 ; 39,4 en 2022 ; et 43,9 en 2024. Pour les viré-clessé demi-secs : 37,4 ha en 2021 ; 31,5 ha en 2022 ; 55,9 ha en 2023 ; et 53,1 ha en 2024. Pour le levrouté : 19,8 en 2020 ; 2,1 ha en 2022.
Comme ailleurs, une partie de la production des communes de l'aire d'appellation (soit sur des parcelles exclues de l'aire d'appellation du viré-clessé, soit ne répondant pas au cahier des charges) peut être vendue (ou repliée, c'est-à-dire déclassée sous un autre nom) sous une des appellations régionales de Bourgogne : bourgogne, coteaux-bourguignons, bourgogne aligoté, bourgogne-passe-tout-grains, bourgogne-mousseux, crémant de Bourgogne et mâcon (cette dernière peut être complétée par une dénomination géographique : « mâcon Montbellet», ou « mâcon villages »).

## Vins
La production déclarée en 2023 a été d'un total de 30 633 hectolitres (un hectolitre = 100 litres = 133 bouteilles de 75 cl), dont 3 672 hl de demi-sec. Le volume produit a été en moyenne de 2004 à 2008 de 22 876 hl.
Une originalité de l'appellation (du moins pour le vignoble de Bourgogne) est la production de vins demi-secs, avec même quelques vins produits certaines années avec des raisins touchés par le botrytis cinerea (la pourriture noble), d'où la mention de « levroutés » pour les désigner, car rappelant le pelage du lièvre. Le viré-clessé demi-sec doit contenir entre 4 et 8 grammes de sucre par litre (la chaptalisation lui est interdite) ; le viré-clessé levrouté doit en contenir entre 8 et 18 g (sans chaptalisation) et être élevé jusqu'au 1er février de la seconde année suivant la récolte (soit un an de plus que le reste de l'appellation).

### Titre alcoométrique volumique
| AOC                           | Blanc      | Blanc      |
| Titre alcoométrique volumique | minimal    | maximal    |
| viré-clessé                   | 11,5 % vol | 13,5 % vol |
| viré-clissé (climat)          | 12 % vol   | 13,5 % vol |
| viré-clissé « levrouté »      | 15 % vol   | 13,5 % vol |

### Viré-clissé levrouté
Quelques secteurs du vignoble présentent une aptitude naturelle favorable à la surmaturité des raisins et à leur récolte après action de botrytis cinerea (la pourriture noble). Le vin levrouté présente une robe or-jaune avec une expression aromatique qui révèle des arômes de fruits mûrs, confits avec des notes miellées associées à des arômes floraux.
La viré-clissé répond à des critères de production spécifiques (plus exigeants) :
- la récolte manuelle est obligatoire ;
- le rendement maximum est de 48 hl/ha et le rendement butoir de 52 hl/ha ;
- la richesse minimale en sucre des raisins est de 246 grammes par litre de moût ;
- le titre alcoométrique volumique naturel minimum est de 15 % ;
- aucun enrichissement n'est autorisé ;
- la teneur résiduelle en sucre doit se situer entre 8 et 18 grammes par litre ;
- l'élevage doit durer au moins jusqu’au 1er février de la deuxième année qui suit celle de la récolte ;
- la mise en vente a lieur à partir du 15 février de la deuxième année qui suit celle de la récolte.

Les critères sont moins exigeants pour les demi-secs : uniquement une teneur résiduelle en sucre entre 4 et 8 grammes par litre.

### Vinification et élevage

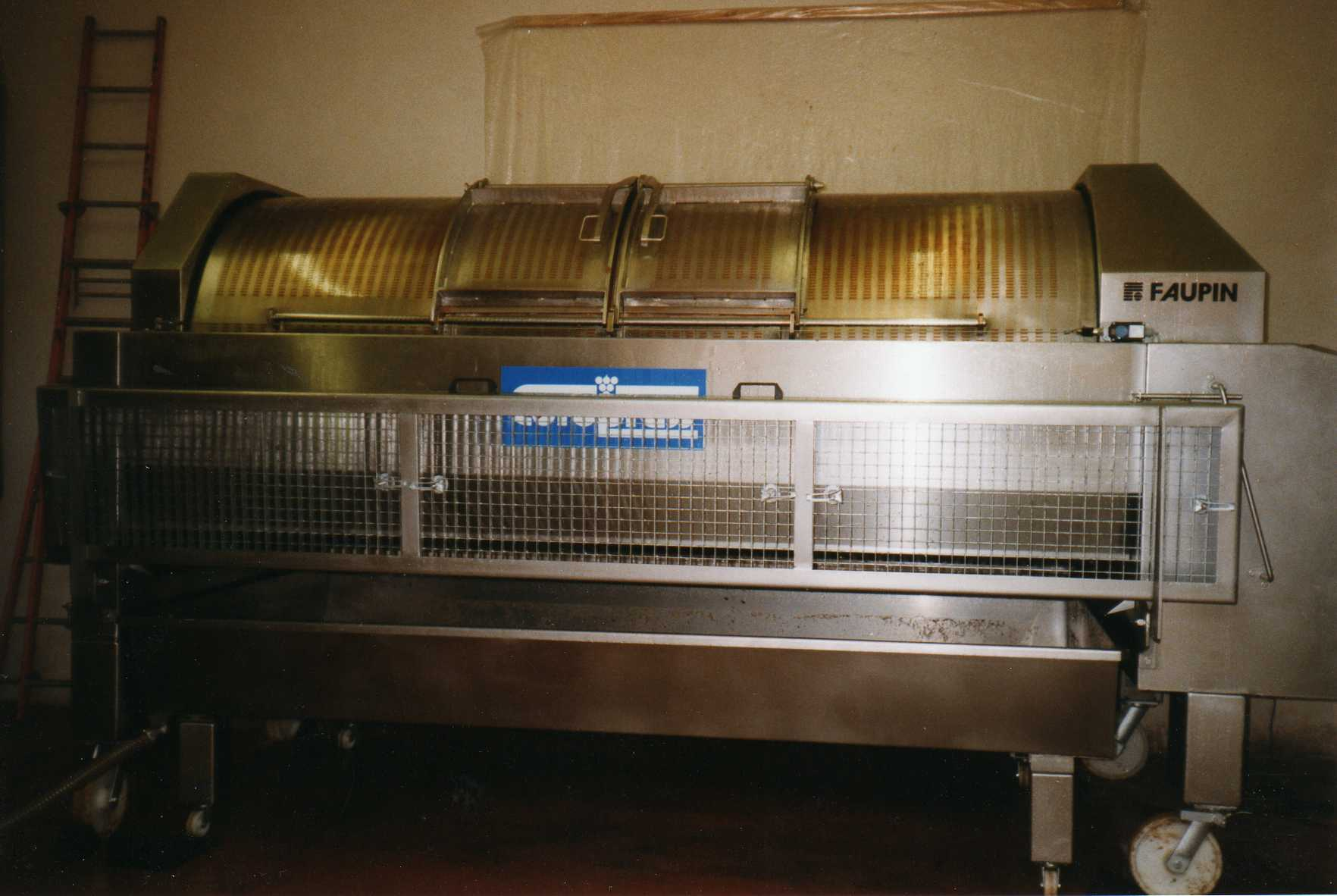
Pressoir pneumatique servant au pressurage.

Il existe des petites différences de méthode entre les différents viticulteurs, négociants et caves coopératives. La récolte est manuelle ou mécanique et peut être triée. Les raisins sont ensuite transférés dans un pressoir pour le pressurage. Une fois le moût en cuve, le débourbage est pratiqué généralement après un enzymage. À ce stade, une stabulation préfermentaire à froid (environ 10 à 12 °C pendant plusieurs jours) peut être recherchée pour favoriser l'extraction des arômes. Mais le plus souvent, après 12 à 48 heures, le jus clair est soutiré et mis à fermenter. La fermentation alcoolique se déroule avec un suivi tout particulier pour les températures qui doivent rester à peu près stables (18 à 24 °C). La chaptalisation est aussi pratiquée pour augmenter le titre alcoométrique volumique si nécessaire. La fermentation malolactique est réalisée en fûts ou en cuves. Les vins sont élevés « sur lies », en fûts, dans lesquels le vinificateur réalise régulièrement un « bâtonnage », c'est-à-dire une remise en suspension des lies. Cette opération dure pendant plusieurs mois au cours de l'élevage des blancs. À la fin, la filtration du vin est pratiquée pour rendre les vins plus limpides. La mise en bouteille clôture l'opération.

### Gastronomie
Les terres à dominantes calcaires donnent des vins avec une robe couleur or pâle avec une touche de vert, des vins au nez un peu aromatique, parfois fruitées (rappelant le citron vert), ou avec des arômes légers d'aubépine, d'acacia, de chèvrefeuille ou de genêt. En cas de vendanges bien mûres, la confiture de coings peut être évoquée. La bouche est généralement vive.
Les viré-clessé accompagnent des poissons, des cuisses de grenouille, des escargots à la bourguignonne, une andouillette, un jambon persillé, de la volaille à la crème, des crustacés et certains fromages (le camembert par exemple). La durée de garde va jusqu'à cinq ou six ans. La température de service se situe entre 11 et 13 °C.

## Économie

### Commercialisation
La commercialisation de cette appellation se fait par divers canaux de vente : dans les caveaux des viticulteurs et caves coopératives, lors des salons des vins, dans les foires gastronomiques, par exportation, dans les cafés, hôtels et restaurants (CHR), ainsi que dans les grandes et moyennes surfaces (GMS).

### Structure des exploitations
Il existe des domaines de tailles différentes. Ces domaines mettent tout ou une partie de leurs propres vins en bouteilles et s'occupent aussi de le vendre. Les autres, ainsi que ceux qui ne vendent pas tous leurs vins en bouteilles, les vendent aux maisons de négoce.
Les caves coopératives et leurs apporteurs sont des vignerons. Ces derniers peuvent leur amener leurs récoltes, ou bien la cave coopérative vendange elle-même (machine à vendanger en général). 
Les maisons de négoce achètent leurs vins, en général, en vin fait (vin fini) mais parfois en raisin ou en moût. Elles achètent aux domaines et passent par un courtier en vin qui sert d'intermédiaire moyennant une commission de l'ordre de 2 % à la charge de l'acheteur.

### Listes des producteurs
- Cave coopérative de Clessé
- Cave de Charnay-les-Macon
- Cave de Lugny
- Cave de Viré
- Château de Besseuil
- Domaine Beaudet Paul
- Domaine Bonhomme André
- Domaine Bressand Maurice
- Domaine Collin Bourisset
- Domaine de Chervin
- Domaine de la Verpaille
- Domaine des Chazelles
- Domaine des Gandines
- Domaine des Terres de Chatenay
- Domaine du Mont Épin
- Domaine du Mortier
- Domaine Duchet
- Domaine Gondard-Perrin
- Domaine Jeandeau Denis
- Domaine Michel
- Domaine Montbarbon
- Domaine Pascal Bonhomme
- Domaine Sainte Barbe
- Domaine Thevenet Jean
- Domaine Trenel Fils